# Giro dell'Umbria 1932
Il Giro dell'Umbria 1932, tredicesima edizione della corsa, si svolse il 30 ottobre 1932 su un percorso di 220 km con partenza e arrivo a Perugia. Riservato a indipendenti e dilettanti, fu vinto dall'italiano Giovanni Mancinelli, che completò il percorso in 7h45'00" precedendo i connazionali Ascanio Arcangeli ed Ernesto Taddei. Conclusero la prova 16 dei 34 ciclisti al via.

## Percorso
Organizzata dal Veloce Club Perugino, la corsa prese il via da Perugia per transitare nell'ordine da Marsciano, San Venanzo, Passo della Peglia, Baschi, Guardea (km 87), Lugnano in Teverina, Amelia, Narni Scalo, Terni (km 130), Valico della Somma, Spoleto, Foligno (km 185), Spello e Ponte San Giovanni, e rientrare a Perugia dopo 220 km.

## Ordine d'arrivo (Top 10)
| Pos. | Corridore           | Squadra          | Tempo    |
| ---- | ------------------- | ---------------- | -------- |
| 1    | Giovanni Mancinelli | C.E.F. Farnesina | 7h45'00" |
| 2    | Ascanio Arcangeli   | V.C. Perugino    | a 11'30" |
| 3    | Ernesto Taddei      | S.S. Sempre Av.  | a 11'35" |
| 4    | Secondo Tortolini   | A.S. Roma        | a 16'30" |
| 5    | Adolfo Bordoni      | 103ª L. MVSN     | s.t.     |
| 6    | Secondo Magni       | U.S. Borgo Bug.  | a 20'00" |
| 7    | Luciano Brunori     | V.C. Perugino    | s.t.     |
| 8    | Filippo Torti       | S.S. Maccarese   | a 22'00" |
| 9    | Carlo Gambacurta    | A.S. Monti       | s.t.     |
| 10   | Riccardo Baldoni    | V.C. Perugino    | a 23'00" |